# Genc Mulliqi
Genc Mulliqi, född 21 januari 1966 i Fier i Albanien, är en albansk skulptör.
Genc Mulliqi är direktör för Albaniens nationalgalleri.